# Framestore
La Framestore è un'azienda britannica, specializzata negli effetti speciali, vincitrice di due Oscar ai migliori effetti speciali, con sede in Chancery Lane a Londra. Formatasi nel 1986, ha acquisito la "Computer Film Company" nel 1997. La società opera su diverse aree: lungometraggi, spot pubblicitari, video musicali, film d'animazione e digitali.

## Storia
Framestore è stata fondata nel 1986 da Sharon Reed, William Sargent, Jonathan Hills, Mike McGee ed Alison Turner. A partire dalla prima applicazione tecnologica per la creazione di grafica ed effetti visivi, il lavoro dell'azienda venne premiato, partecipando a spot pubblicitari, video musicali, grafica televisiva e a fiction televisivi. Nel 1994 istituita la sua prima divisione per gli effetti speciali nei film.
Framestore acquisì la "Computer Film Company" nel 1997, società che è stata tra le prime a sperimentare gli effetti digitali nei film, sviluppando una tecnologia per la scansione della pellicola digitale. La CFC è stata fondata a Londra nel 1984 da Mike Boudry, Wolfgang Lempp (ora CTO di Filmlight) e Neil Harris (Lightworks), partecipando a più di 200 lungometraggi.
I risultati conseguiti nel cinema da Framestore e CFC sono riconosciuti da tutta l'industria cinematografica; nel 2008, Framestore ha vinto il suo primo Oscar ai migliori effetti speciali per La bussola d'oro, film che ha anche vinto il BAFTA Award, mentre nel 2014 vince l'Oscar per Gravity nella medesima categoria. Framestore inoltre è stata nominata agli Oscar anche nel 2007 (Superman Returns) e 2009 (Il cavaliere oscuro).